# Compliance
No âmbito institucional e empresarial, compliance é o conjunto de disciplinas a fim de cumprir e se fazer cumprir as normas legais e regulamentares, as políticas e as diretrizes estabelecidas para o negócio e para as atividades da instituição ou empresa, bem como evitar, detectar e tratar quaisquer desvios ou inconformidades que possam ocorrer.
O termo compliance tem origem no verbo em inglês to comply, que significa "cumprir".

## Departamento decompliance
O Departamento ou Unidade de Compliance em uma instituição é o responsável por garantir o cumprimento de todas as leis, regras e regulamentos aplicáveis, tendo uma vasta gama de funções dentro da empresa (monitoramento de atividades, prevenção de conflitos de interesses, etc). Atuando como a política interna de uma empresa, é improvável que o Departamento de Compliance seja a unidade mais popular internamente. No entanto, é o departamento com importância na manutenção da integridade e reputação de uma empresa. Embora os custos com compliance tenham disparado nos últimos anos, os custos por não conformidade - mesmo que acidental — podem ser muito maiores para uma instituição. O não cumprimento de leis e regulamentos pode levar a pesadas multas monetárias, sanções legais e regulamentares, além da perda de reputação.

## Compliance officer
O termo é designado àqueles profissionais que são responsáveis por administrar um programa de compliance. Cabe a eles desenvolver e coordenar todas as políticas, ferramentas e decisões que precisam ser tomadas no âmbito do programa. Normalmente, os compliance officers atuam no ambiente interno da empresa, devido à necessidade constante de estarem acompanhando seus atos.

## Origens
A ideia de programas de compliance tem origens nos Estados Unidos, e pode ser datada na virada do século XX, quando as agências reguladoras começaram a emergir. Em 1906, com a promulgação do Food and Drug Act e a criação do FDA, o governo norte-americano criou um modelo de fiscalização centralizado, como forma de regular determinadas atividades relacionadas à saúde alimentar e ao comércio de medicamentos.
Porém, foi devido às instituições financeiras que o compliance avançou. Em 1913, foi criado o Federal Reserve System (Banco Central dos EUA), o qual teve como objetivo a criação de um sistema financeiro mais estável, seguro e adequado às leis.
Em 1977, foi promulgado o FCPA (Foreign Corrupt Practices Act), a lei anticorrupção transnacional norte-americana, obrigando as empresas a (a) manter livros e registros que reflitam precisamente as suas transações e a (b) estabelecer um sistema adequado de controles internos.
Na década seguinte, após um escândalo envolvendo a indústria de defesa, 32 empresas do setor criaram voluntariamente a DII (Iniciativa da Indústria de Defesa), que estabeleceu um conjunto de princípios para práticas empresariais éticas e de boa conduta.
Em 1991, a Comissão de Penas dos EUA publicou o documento Diretrizes Federais para a Condenação de Organizações, articulando os elementos específicos de um programa de compliance e ética eficiente. Segundo esse documento, as empresas que apresentarem tais programas terão penas mais brandas.

## Compliance em diferentes contextos legais
Devido ao número crescente de regulações, os Programas de Compliance de uma instituição podem abranger inúmeros temas, zelando pelo cumprimento de normas derivadas de diversas áreas do Direito, como antilavagem de dinheiro, controle de exportações, Direito Ambiental e sanções econômicas.

### Antilavagem de dinheiro

#### EUA
As empresas norte-americanas devem cumprir com a Lei de Sigilo Bancário e os seus regulamentos de aplicação ("regras antilavagem de dinheiro" ou "regras AML"). O objetivo das regras de AML é ajudar a detectar e relatar atividades suspeitas, incluindo as infrações decorrentes da lavagem de dinheiro e financiamento do terrorismo, como a fraude de títulos e manipulação de mercado.
O FINRA ("Financial Industry Regulatory Authority" ou "Autoridade Reguladora do Setor Financeiro") avalia o cumprimento de uma empresa com regras AML segundo a Regra FINRA nº 3310, que estabelece padrões mínimos para um Programa de Compliance de uma empresa. Os princípios básicos de um programa de Compliance AML sob FINRA 3310 incluem:
- O programa tem de ser aprovada por escrito por um membro da gerente sênior
- Deve ser concebido para garantir a detecção e denúncia de atividades suspeitas
- Deve ser projetado para estar em conformidade com as Regras de AML, incluindo, entre outros, ter um Programa de Identificação de Clientes (CIP) com base no risco
- Deve ser testado, de forma independente, para assegurar a correta implementação do programa
- Um indivíduo responsável por AML deve ser designado pela FINRA
- Deve ser fornecida formação contínua ao pessoal apropriado

#### Brasil
Por força da Lei nº 12.683/12, que alterou a Lei de Lavagem de Dinheiro (Lei nº 9.613), determinadas pessoas jurídicas "deverão adotar políticas, procedimentos e controles internos, compatíveis com seu porte e volume de operações, que lhes permitam atender ao disposto neste artigo e no art. 11, na forma disciplinada pelos órgãos competentes", ou seja, um programa de Compliance Antilavagem
"O citado artigo determina a comunicação ao Conselho de Controle de Atividades Financeiras (COAF) o nome de qualquer pessoa, no prazo de 24 horas, que formule proposta ou realize transações em moeda nacional ou estrangeira, títulos e valores mobiliários, títulos de crédito, metais e qualquer ativo passível de ser convertido em dinheiro que ultrapassar limite fixado pela Autoridade competente e nos termos das instruções por elas expedidas. As empresas identificarão seus clientes e manterão cadastro atualizado, devendo, porem, preservar o sigilo das informações prestadas".

##### Averiguação Eletrônica de Conformidade
A AVEC (Averiguação Eletrônica de Conformidade) é um instrumento eletrônico de fiscalização que tem por objetivo verificar o grau de conformidade da pessoa obrigada em relação às obrigações de prevenção à lavagem de dinheiro.
Ao ser submetido a uma AVEC, a pessoa obrigada recebe uma mensagem no endereço eletrônico cadastrado junto ao COAF, bem como uma notificação em sua página no portal de relacionamento no SISCOAF, onde são detalhados os procedimentos para o preenchimento.

### Controle de Exportações

#### EUA
O governo norte-americano controla as exportações de determinados equipamentos, softwares e tecnologias como um meio para promover os seus interesses de segurança nacional e objetivos de política externa. Esse sistema de controle inclui procedimentos relacionados a licença de exportação (ou seja, rastreio de itens, quantidade, finalidade, partes envolvidas na transação, etc) e mecanismos de Compliance (ou seja, trabalho em parceria com indústrias para educá-las sobre como e por que acompanhar e controlar a sua própria atividade de exportação).

#### Brasil
O Despacho Aduaneiro Expresso - Linha Azul é um procedimento especial de facilitação aduaneira, criado  pela Receita Federal do Brasil que consiste no tratamento de despacho aduaneiro expresso nas operações de importação, exportação e trânsito aduaneiro, mediante habilitação prévia da empresa interessada junto à Receita Federal.
A habilitação é concedida a empresa que possua os requisitos e condições estabelecidos nas normas da Receita Federal do Brasil, que adote os procedimentos que demonstrem a qualidade de seus controles internos que visam o cumprimento das obrigações tributárias e aduaneiras e permitam o monitoramento permanente pela fiscalização aduaneira.
Atualmente a Linha Azul baseia-se na exigência da empresa demonstrar a qualidade na gestão das suas atividades de comércio exterior,  efetuando regularmente auditorias internas para monitoramento desta qualidade, além de  possuir um controle corporativo informatizado, integrado à contabilidade, para controle dos estoques de mercadorias nacionais, de procedência estrangeira e as destinadas à exportação. Em contrapartida  a estas exigências, o beneficiário da Linha Azul obtém da Receita Federal a aplicação de "Despacho Aduaneiro Expresso" que consiste na adoção de procedimentos especiais  que facilitam e agilizam os trâmites relacionados às suas operações de comércio exterior, realizadas em qualquer lugar do território nacional.

### Direito Ambiental

#### EUA
A EPA (Agência de Proteção ao Meio Ambiente) é a responsável pela regulação de uma ampla gama de atividades e pelo monitoramento do cumprimento de legislação sobre emissões de ar, ruído, resíduos, qualidade da água, silvicultura, locais contaminados, mercadorias perigosas, materiais danosos e pesticidas.

#### Brasil
"A  Resolução nº 4.327/2014 instituiu a Política de Responsabilidade Socioambiental (PRSA). Para assegurar o cumprimento das diretrizes e dos objetivos das PRSAs a serem implementadas pelas instituições financeiras e demais instituições autorizadas, estas estariam obrigadas a realizar o gerenciamento do risco socioambiental, estabelecendo critérios e mecanismos específicos de avaliação de risco quando da realização de operações relacionadas a atividades econômicas com maior potencial de causar danos socioambientais".
O Normativo SARB nº 14, de 28 de agosto de 2014, do Sistema de Autorregulação Bancária da Federação Brasileira de Bancos (FEBRABAN) especificou com mais detalhes tais critérios e mecanismos a serem observados, apontando quais operações consideradas de significativa exposição a riscos socioambientais devem passar por uma avaliação consistente e passível de verificação.

### Sanções econômicas
A Agência de Controle de Ativos Estrangeiros dos EUA (OFAC - Office of Foreign Assets Control) administra e aplica programas de sanções econômicas, principalmente contra países e determinados grupos de indivíduos, tais como terroristas e narcotraficantes. As sanções podem ser abrangentes ou seletivas, através do bloqueio de ativos e de restrições comerciais, realizando, assim, a política externa e os objetivos de segurança nacional. Todas as pessoas dos EUA (o que, por definição legal, inclui as empresas) devem obedecer a estas sanções, isto é, estar em conformidade com estas regras. A OFAC fornece diretrizes gerais e "Perguntas frequentes" para indústrias específicas, incluindo:
- Setor Financeiro
- Indústria de Seguros
- Exportadores e importadores
- Turismo e viagens
- ONGs

## Compliance no Brasil
Em junho de 2009, a CGU e o Instituto Ethos publicaram o documento "A Responsabilidade Social das Empresas no Combate à Corrupção," o primeiro guia brasileiro para orientar as ações das empresas que se preocupam em contribuir para a construção de um ambiente íntegro e de combate à corrupção.
O primeiro diploma legal brasileiro a regulamentar programas de Compliance foi a Lei nº 12.846/2013 (Lei da Empresa Limpa), estabelecendo a responsabilidade objetiva de pessoas jurídicas pela prática de atos contra a Administração Pública, com multas no valor de até 20% de seu faturamento bruto anual. O decreto nº 8.420/2015, que regulamenta a lei, estipula que as pessoas jurídicas que possuírem e aplicarem um programas de integridade poderão receber até 20% de desconto no valor da multa.
Em abril de 2015, a CGU, através da Portaria CGU nº 909/2015 definiu critérios para avaliação dos programas de integridade das empresas como requisito para concessão de redução no valor da multa, estabelecendo três faces de análise no cumprimento dos requisitos. Inicialmente, a empresa deverá comprovar que o programa de integridade foi construído de acordo com o seu tamanho, perfil de atuação e posicionamento no mercado. Também deverá ficar comprovado o histórico de aplicação do programa com resultados alcançados anteriormente na prevenção de atos lesivos. A terceira linha de avaliação será a demonstração de que o programa foi aplicado no próprio ato lesivo em questão, tendo funcionado como prevenção contra um dano maior ou na reparação do prejuízo causado.

## Elementos de um programa de compliance
Segundo as principais diretrizes internacionais, os principais elementos de um Programa de Compliance eficiente são: envolvimento da alta administração, códigos de ética, políticas e procedimentos internos, autonomia e recursos suficientes para a área de Compliance, treinamento e comunicação, análise periódica de riscos, registros contábeis, controles internos, canais de denúncia, diligência na contratação de terceiros, diligência em processos de fusões e aquisições, investigações internas, incentivos e medidas disciplinares e melhora contínua (revisão e testes periódicos).
Compliance Intelligence (CI) ou Inteligência de Conformidade, é Atividade de Inteligência aplicada ao Compliance, monitoramento de riscos e auditorias preventivas da organização para exercício da atividade econômica em conformidade com a lei. É um Programa de Integridade e Auditoria para prevenção de corrupção, fraudes corporativas e inconformidades por meio da coleta sistemática de informações no ambiente corporativo e no mercado. São sistemas informatizados ou métodos de coleta de dados e informação estratégica para a aplicação da lei, a fim de garantir a sustentabilidade do negócio.
Empresas de Compliance & Mitigação de riscos como PwC, NICE Actimize, Montax, THOMPSON e ICTS Protiviti, ou mesmo de Tecnologia da Informação como a Oracle, utilizam serviços de Inteligência, recursos tecnológicos e experiência em investigações corporativas para implementar programas de integridade nas organizações.
Exemplo histórico de Inteligência de Conformidade era o "Informi Rosso" (Relatório Vermelho) da Santa Aliança, o serviço secreto da Igreja Católica no século XVI. Era um sistema simples de coleta de informações da rede de espiões que depositavam pergaminhos em um vaso de bronze com denúncias de heresia e ameaças do protestantismo inglês em expansão.

## Compliance Trabalhista
É um conjunto de práticas, políticas e procedimentos adotados pelas empresas com o objetivo de garantir a conformidade com a legislação trabalhista e as normas relacionadas à relação de trabalho. Seus principais objetivos incluem: seguir as normas da Consolidação das Leis do Trabalho (CLT), regulamentos sindicais e outras legislações relevantes; promover valores éticos e respeitar os direitos dos trabalhadores para criar um ambiente de trabalho saudável; identificar e mitigar riscos trabalhistas, como demandas judiciais e passivos ocultos e estabelecer mecanismos para prevenir irregularidades e corrigir desvios de conduta, através de auditorias, treinamentos e canais de denúncia.
O compliance trabalhista procura prevenir e remediar irregularidades que possam gerar riscos legais, financeiros ou reputacionais para a organização, contribuindo para um ambiente corporativo ético e seguro.
A implementação de um programa de compliance trabalhista é fundamental para as empresas por diversas razões significativas:
1. Minimização de Riscos: ajuda a minimizar riscos jurídicos e a evitar multas;
2. Fortalecimento das Relações: estreita a relação entre empregadores e empregados, promovendo um ambiente de trabalho mais saudável e sustentável;
3. Conformidade Legal: garante que as organizações operem de acordo com as normas trabalhistas e padrões éticos aplicáveis, protegendo os direitos dos trabalhadores;
4. Prevenção de Litígios: adoção de políticas internas que evitam práticas ilegais, como assédio e discriminação, prevenindo litígios trabalhistas;
5. Cultura Organizacional: contribui para o fortalecimento da cultura organizacional, promovendo um ambiente ético e responsável;
6. Aumento da Produtividade: cria um ambiente de trabalho mais motivador, resultando em um aumento da produtividade;
7. Credibilidade e Imagem: valorização da imagem da empresa no mercado, transmitindo credibilidade e transparência em suas ações;
8. Treinamento e Educação: promove treinamentos contínuos para todos os colaboradores, garantindo que conheçam seus direitos e deveres.

Os principais riscos evitados com um compliance trabalhista efetivo incluem:
- Multas e Penalidades Legais: Adoção de ações que previnem o descumprimento das normas trabalhistas, reduzindo assim a possibilidade de sanções legais;
- Processos Judiciais: Minimização da ocorrência de litígios que podem ser originados de infrações trabalhistas;
- Danos à Reputação: Proteção da imagem corporativa ao demonstrar compromisso com práticas éticas e conformidade legal;
- Perda de Confiança: Fortalecimento da relação de confiança entre empregadores e empregados, o que é vital para um ambiente de trabalho saudável;
- Passivos Trabalhistas: Prevenção de potenciais passivos decorrentes de ações trabalhistas, evitando assim consequências financeiras negativas.

Esses pontos garantem um ambiente de trabalho mais seguro, ético e transparente, respeitando os direitos e deveres de todos os envolvidos.

### Especializações
- PUC Minas Virtual - Pós-Graduação/Compliance e Integridade Corporativa
- UNOESTE - Pós em Direito do Trabalho e Processo do Trabalho com Ênfase na Reforma Trabalhista

### Legislação
- CCJ aprova obrigatoriedade de normas de compliance em partidos políticos (Rádio Senado)